# Горбань Петро
Горбань Петро (прибл. дата нар. 1923–1924 — 1970) — український історик, літератор.

## З біографії
Народ. у м. Ромни Полтавської губ. у родині репресованих. Після Другої світової війни закінчив Гейдельберзький університет (Німеччина), захистив дисертацію на ступінь доктора історичних наук.
Працював у редакції радіо «Свобода» в Мюнхені. Друкувався в різних виданнях діаспори.
Помер у 1970 р. у Мюнхені (Німеччина).